# Jurij Smirnov
Jurij Michajlovič Smirnov (in russo Юрий Михайлович Смирнов?; Saratov, 20 dicembre 1947) è un ex calciatore e allenatore di calcio sovietico, dal 1991 russo, di ruolo attaccante.

## Carriera

### Calciatore
Ha cominciato la sua carriera nel 1967 nel Sokol Saratov, club di seconda serie sovietica con il quale in tre stagioni ha totalizzato 95 presenze in campionato, con 26 gol. Passato nel 1970 in massima serie al Torpedo Mosca, ha vissuto la sua migliore stagione nel 1972, anno in cui mise a segno 12 reti in campionato che gli valsero il terzo posto nella classifica cannonieri dietro Oleh Blochin e Hovhannes Zanazanyan e vinse la Coppa dell'URSS da protagonista, disputando sia la prima finale contro lo Spartak Mosca che il successivo replay, in cui fu sostituito nel secondo tempo
Nel 1974 passò al CSKA Mosca e nel corso della stagione successiva alla Lokomotiv Mosca. Nel 1976 scese in seconda serie, con il Kryl'ja Sovetov Kujbyšev. Concluse la carriera l'anno successivo, prima allo Spartak Ordžonikidze e poi in terza serie con il Sokol Saratov.

### Allenatore
Smessi i panni del calciatore nei primi anni '80 ha allenato il Volga Kalinin, club di terza serie.
A partire dagli anni'90 e fino al 2005 è stato allenatore delle selezioni nazionali giovanili russe.

## Palmarès

### Giocatore

#### Competizioni nazionali
- Kubok SSSR: 1

Torpedo Mosca: 1972